# Draco (histoire)
Pour les articles homonymes, voir Draco (homonymie).

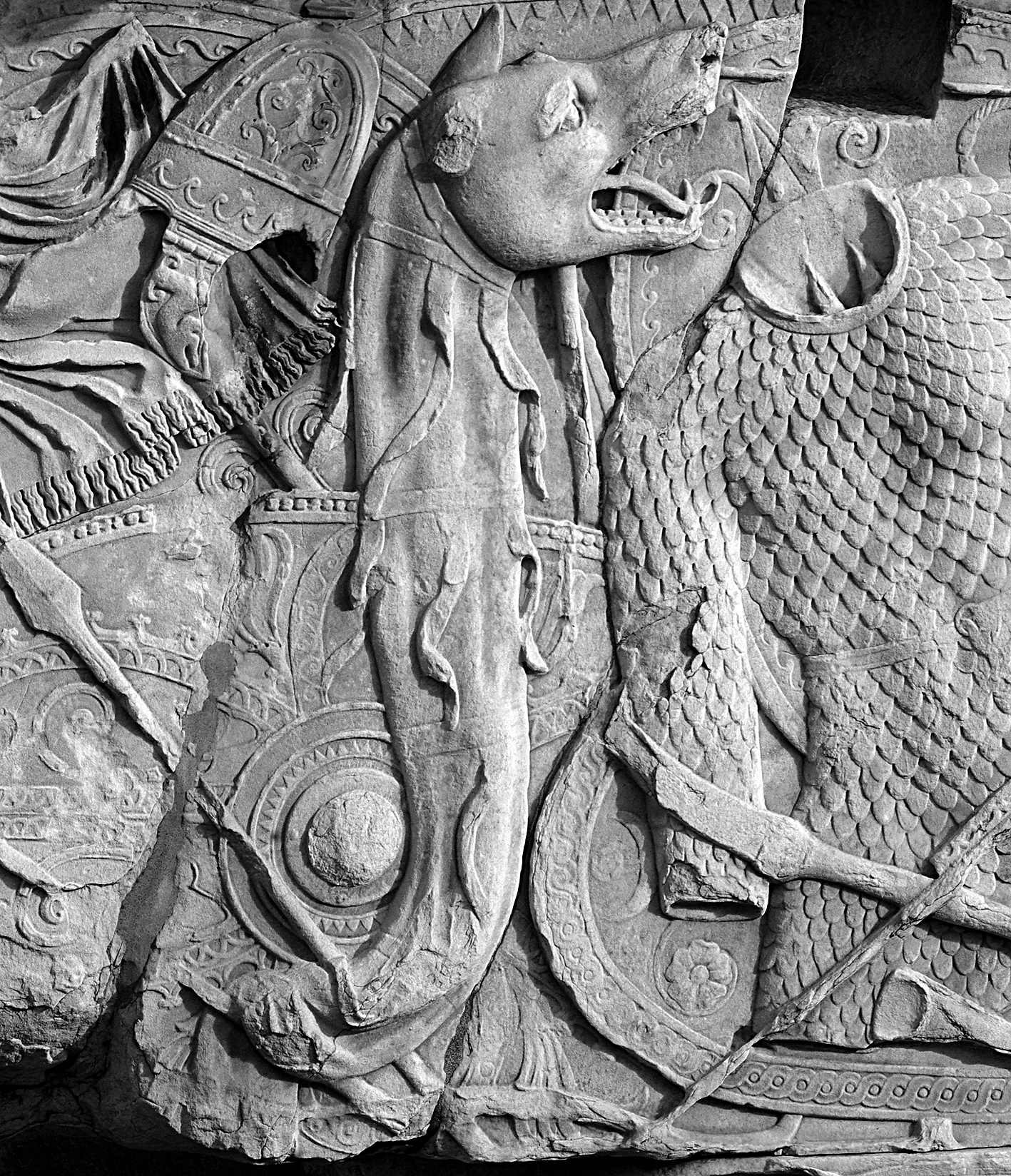
Dragon dace de la colonne de Trajan

Le draco ou dragon dace, est un animal fantastique dans la mythologie dace. Le draco est représenté avec un corps de serpent et une tête de loup. Il servait dans les armées antiques, comme étendard et enseigne. Il est visible sur les représentations des guerriers daces de Décébale dans les bas-relief illustrant les guerres daciques sur la colonne de Trajan à Rome.

## Origine du Draco
Selon l'ouvrage de Mircea Eliade De Zalmoxis à Gengis Khan. Études comparatives sur les religions et le folklore de la Dacie et de l'Europe orientale, la gueule du Draco est similaire aux monstres de Mikhalkovo, ou de Dalj. C'est aussi la même tête du monstre assyro-babylonien Tiamat ou des démons Hittites.
L'historien Ammien Marcellin et les poètes Claudien et Némésien atteste que le draco provient des Parthes. Un extrait de la Taktikê d'Arrien attribue l'origine du draco aux Scythes. 
La figure du Draco, qui mêle tête de loup (ou de lion) et corps de serpent, a été créée en Mésopotamie, comme le Griffon. On retrouve une représentation du Draco sur une stèle de Nabuchodonosor Ier datant de 1120 av. J.-C.

## Le draco en tant qu'étendard

### Description du draco
Le draco était fixé sur une lance, avec une gueule de loup entrouverte faite en métal, souvent en bronze, parfois en argent, tandis que le reste du corps était formé d'étoffes peintes ou de peaux qui, en forme de manche à air, s'agitaient avec des mouvements pareils à ceux d'un serpent, quand le vent entrait par la gueule.
Selon Arrien, le draco est fait de trois morceaux de tissu de couleur différente, mais les couleurs ne sont pas précisées. D'autres peuples ont adopté le draco. Whitney Smith dit que les Celtes utilisent le rouge, jaune et bleu sur leur dragon, on peut voir un spécimen sur la tapisserie de Bayeux. En 535, Justinien construit au nord du Danube les cités de Recidava et Litterata, et il donne à cette province, habitée par les descendants des Daco-romains, un symbole en trois couleurs, rouge, jaune et bleu, de gauche à droite. Ces coïncidences suggèrent que les couleurs du drapeau national roumain pourraient provenir du dragon dace, sans preuve scientifique cependant.

### Rôle du draco
Le draco possède 3 rôles :
- Pratique
- Tactique
- Psychologique

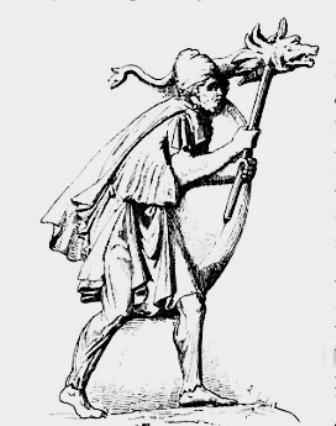
Un porteur de Draco

Le draco, par sa forme en manche à air, servait à l'origine pour connaître le sens du vent, utile pour les archers.
Puis le draco s'est doté d'un but tactique. Sur les champs de bataille, le draco servait de point de ralliement, il permettait de tenir les rangs et à suivre lors des charges, bref, c'est vers lui que tous les regards de la troupe sont tournés. Au-delà de cet aspect strictement militaire, le draco avait aussi une fonction religieuse : la divinité tutélaire fixée sur la hampe au-dessus de la mêlée devait guider les soldats vers la victoire.
De plus, lorsque la cavalerie chargeait, l'ennemi voyait une créature fantastique survoler les troupes romaines, et foncer avec elle, sur l'ennemi. Le draco devait avoir un certain impact psychologique sur les peuples barbares.

## Le draco dans l'histoire

### Le draco chez les Sarmates, Alains, Parthes, Sassanides et Indiens
L'étendard en forme de draco a été développé par les guerriers issus des steppes, comme les Sarmates et les Alains, mais aussi chez les Parthes, les Sassanides et les Indiens.
Dans l'Historia Augusta, on peut lire que quand l'empereur Aurélien a conquis la ville de Palmyre en 273, on comptait dans le butin de nombreux dracos Perses (Persici dracones).
Dans l'oasis de Al-Kharga, est dessiné sur une fresque datant du Ve siècle de notre ère, des cavaliers sassanides portant des dracos.
Le Suidas cite que le draco servait d'enseigne à la cavalerie indienne : « il y en avoit un sur mille chevaux ; sa tête étoit d'argent, et le reste du corps d'un tissu de soie de diverses couleurs. Le dragon avoit la gueule béante, afin que l'air venant à s'insinuer par cette ouverture enflât le tissu de soie qui formoit le corps de l'animal, et lui fît imiter en quelque sorte le sifflement et les replis tortueux d'un véritable dragon. »

### Le draco chez les Daces
Le draco arrive chez les Gètes par les Sarmates et leur culte thraco-iranien en syncrétisme avec Mithras.
Le même Suidas estime que le draco est d'origine Dace en disant : « Ces Scythes paroissent être le même peuple que les Goths, à qui l'on donnoit alors ce premier nom. On voit ces dragons sur la colonne trajane dans l'armée des Daces ; il n'est pas douteux que l'usage n'en ait été adopté par les Perses, puisque Zénobie leur en prit plusieurs. »
La plus vieille représentation roumaine du draco connu, apparaît sur une céramique datant du IVe siècle av. J.-C., découverte dans la commune de Budureasa du judet de Prahova.

### Le Draco chez les Romains

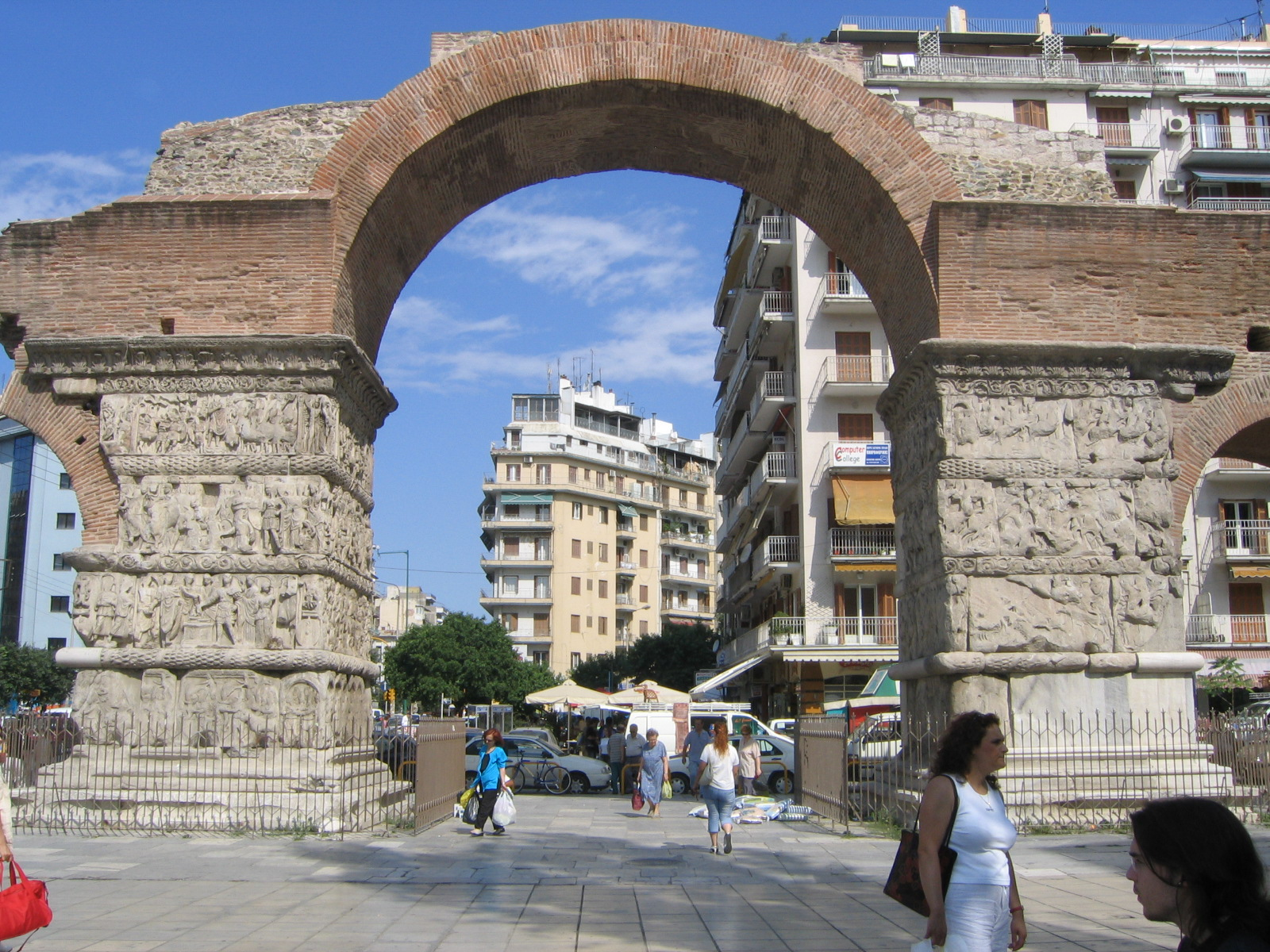
Arc de Galère. Des dracos sont visibles à la gauche de l'image

Après la Réforme marianique de Caius Marius, l'aigle ne sera plus l'unique animal qui soit représenté sur les étendards.
Les historiens pensent que le draco a été introduit par les légions romaines après la conquête de la Dacie. Le draco s'impose comme enseigne dans l'armée romaine en 175 apr. J.-C., lors des guerres contre les Jazygues. Dès lors, il est devenu une enseigne militaire aussi emblématique que l'aquila.
Le draco reçoit un accueil favorable dans les légions où les soldats sont originaires du Danube. La première cohorte de Dacie ou Cohors Primae Dacorum, qui était composée de 1 000 légionnaires d'origine dace, basée à Britannia vers 200 apr. J.-C., avait comme enseigne le draco.
Puis cette nouvelle enseigne se retrouve présente dans des unités de cavalerie romaine où il était porté par un draconarius ou draconaire, qui donnera plus tard les dragons. 
Dans le livre de Philippe Richardot La fin de l'armée romaine, il est écrit que : « Le draco était à l'origine l'emblème des Parthes. Vers 175, l'armée romaine comptait une troupe de Sarmates qui avait probablement le dragon comme enseigne et le popularisa ensuite. En 259, lorsque Gallien fête la 10e année de son règne, figurent les dragons et enseignes de toutes les légions. »
Sur l'Arc de Galère en Thessalonique, bâti pour commémorer la bataille contre les Perses en 311 de notre ère, figure plusieurs dracos portés par des fantassins et des cavaliers romains, des deux côtés de l'arche.
Dans la deuxième moitié du IVe siècle apr. J.-C., le draco a triomphé comme enseigne militaire, et l'historien Ammien Marcellin décrit ainsi ceux qui ornent le défilé des troupes de l'empereur Constance en visite à Rome : « […] tout autour on voyait flotter les dragons attachés à des hampes incrustées de pierreries, et dont la pourpre, gonflée par l'air qui s'engouffrait dans leurs gueules béantes, rendait un bruit assez semblable aux sifflements de colère du monstre, tandis que leurs longues queues se déroulaient au gré du vent. »
Dans les batailles, les dracos pourpres ornés d'or et de pierres précieuses étaient aux premiers rangs. Le draco a gardé son prestige jusqu'à la fin de l'Empire romain d'occident (476) et il resta utilisé dans l'empire byzantin jusqu'au Xe siècle.
Le plus célèbre draco est celui de Niederbieber, datant du IIIe siècle.

### Le draco au Moyen Âge

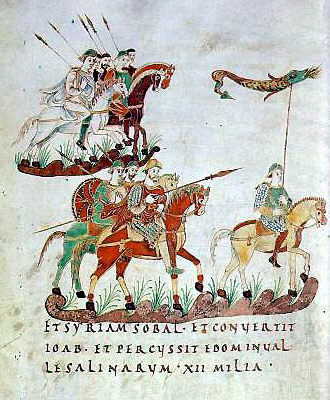
Chevalier carolingien portant le draco

Selon l'ouvrage de Trevor Dupuy intitulé International Military & Defense Encyclopedia publié en 1993, les chevaliers carolingiens continuaient de porter le draco au cours des VIIIe, IXe et Xe siècles. Le draco des chevaliers Carolingiens apparaît dans la psautier de Saint Gall.
Sur la tapisserie de Bayeux, figure un draco dit dragon de Wessex, porté par l'aide de camp de Harold Godwinson lors de sa mort sur la scène de la bataille d'Hastings.
Le draco fut l'enseigne de Richard Cœur de Lion en 1191, au siège de Saint-Jean-d'Acre lors de la troisième croisade.

### Le draco aujourd'hui

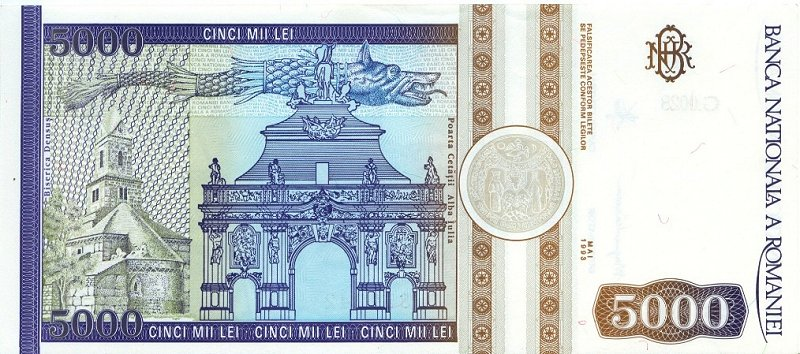
Ancien billet de 5.000 lei (1993 apr. J.-C.)

Le draco figurait sur les anciens billet de 5.000 lei en Roumanie et dans les armoiries de la ville de Cluj-Napoca.